# Memphis Depay
Memphis Depay (n. 13 februarie 1994, Moordrecht, Olanda de Sud, Țările de Jos), cunoscut simplu ca Memphis, este un fotbalist neerlandez și ghanez, care joacă pe post de mijlocaș lateral sau atacant la Corinthians în Campeonato Brasileiro da Série A. Pe plan internațional, are prezențe la națională pentru Țările de Jos, Țările de Jos U17⁠(d), Țările de Jos U19⁠(d) și Țările de Jos U21⁠(d).
A făcut parte din echipa Țărilor de Jos care a ocupat locul trei la Campionatul Mondial de Fotbal 2014.

## Palmares

### Club
PSV Eindhoven
- Eredivisie: 2014–15
- KNVB Cup: 2011–12
- Johan Cruijff Shield: 2012

### Internațional
Țările de Jos
- Campionatul European Under-17: 2011[6]
- Campionatul Mondial de Fotbal

Locul 3: 2014

### Individual
- Golgheter Eredivisie: 2014–15[8]
- Trofeul Johan Cruyff: 2014–15[9]

## Statistici carieră

### Club
La 20 septembrie 2021.
| Club              | Sezon            | Ligă             | Ligă    | Ligă   | Cupă    | Cupă   | Cupa Ligii | Cupa Ligii | Europe  | Europe | Altele  | Altele | Total   | Total  |
| Club              | Sezon            | Divizie          | Meciuri | Goluri | Meciuri | Goluri | Meciuri    | Goluri     | Meciuri | Goluri | Meciuri | Goluri | Meciuri | Goluri |
| ----------------- | ---------------- | ---------------- | ------- | ------ | ------- | ------ | ---------- | ---------- | ------- | ------ | ------- | ------ | ------- | ------ |
| PSV               | 2011–12          | Eredivisie       | 8       | 3      | 3       | 1      | —          | —          | 0       | 0      | 0       | 0      | 11      | 4      |
| PSV               | 2012–13          | Eredivisie       | 20      | 2      | 4       | 1      | —          | —          | 5       | 0      | 1       | 0      | 30      | 3      |
| PSV               | 2013–14          | Eredivisie       | 32      | 12     | 1       | 0      | —          | —          | 10      | 2      | 0       | 0      | 43      | 14     |
| PSV               | 2014–15          | Eredivisie       | 30      | 22     | 1       | 0      | —          | —          | 9       | 6      | 0       | 0      | 40      | 28     |
| PSV               | Total            | Total            | 90      | 39     | 9       | 2      | —          | —          | 24      | 8      | 1       | 0      | 124     | 49     |
| Manchester United | 2015–16          | Premier League   | 29      | 2      | 3       | 0      | 2          | 0          | 11      | 5      | 0       | 0      | 45      | 7      |
| Manchester United | 2016–17          | Premier League   | 4       | 0      | 0       | 0      | 1          | 0          | 3       | 0      | 0       | 0      | 8       | 0      |
| Manchester United | Total            | Total            | 33      | 2      | 3       | 0      | 3          | 0          | 14      | 5      | 0       | 0      | 53      | 7      |
| Lyon              | 2016–17          | Ligue 1          | 17      | 5      | 1       | 0      | 0          | 0          | —       | —      | —       | —      | 18      | 5      |
| Lyon              | 2017–18          | Ligue 1          | 36      | 19     | 4       | 0      | 1          | 0          | 10      | 3      | —       | —      | 51      | 22     |
| Lyon              | 2018–19          | Ligue 1          | 36      | 10     | 2       | 1      | 1          | 0          | 8       | 1      | —       | —      | 47      | 12     |
| Lyon              | 2019–20          | Ligue 1          | 13      | 9      | 0       | 0      | 1          | 0          | 8       | 6      | —       | —      | 22      | 15     |
| Lyon              | 2020–21          | Ligue 1          | 37      | 20     | 3       | 2      | —          | —          | —       | —      | —       | —      | 40      | 22     |
| Lyon              | Total            | Total            | 139     | 63     | 10      | 3      | 3          | 0          | 26      | 10     | 0       | 0      | 178     | 76     |
| Barcelona         | 2021–22          | La Liga          | 4       | 2      | 0       | 0      | —          | —          | 1       | 0      | 0       | 0      | 5       | 2      |
| Total în carieră  | Total în carieră | Total în carieră | 266     | 106    | 22      | 6      | 6          | 0          | 65      | 23     | 1       | 0      | 360     | 135    |

Notes
1. ↑  Include KNVB Cup, FA Cup, și Coupe de France.
2. ↑  Include Coupe de la Ligue.
3. ↑  Include UEFA Champions League și UEFA Europa League.
4. ↑  Include Johan Cruyff Shield și FA Community Shield.

### Goluri cu naționala
Statistici actualizate la 10 iulie 2024.
| Echipa națională | An    | Selecții | Goluri |
| ---------------- | ----- | -------- | ------ |
| Țările de Jos    | 2013  | 3        | 0      |
| Țările de Jos    | 2014  | 10       | 2      |
| Țările de Jos    | 2015  | 8        | 1      |
| Țările de Jos    | 2016  | 6        | 2      |
| Țările de Jos    | 2017  | 7        | 3      |
| Țările de Jos    | 2018  | 10       | 5      |
| Țările de Jos    | 2019  | 8        | 6      |
| Țările de Jos    | 2020  | 7        | 2      |
| Țările de Jos    | 2021  | 16       | 17     |
| Țările de Jos    | 2022  | 11       | 5      |
| Țările de Jos    | 2023  | 2        | 1      |
| Țările de Jos    | 2024  | 10       | 2      |
| Total            | Total | 98       | 46     |